# 于格·迪博斯克
于格·迪博斯克（法語：Hugues Duboscq，1981年8月29日—），生于圣洛，法国游泳运动员。
迪博斯克于2000年起开始代表法国出战国际比赛，并曾在雅典奥运会和北京奥运会上获得三枚蛙泳铜牌。2008年，他在欧洲短池游泳锦标赛上获得了100米蛙泳冠军。